# Aamunops kalebi
Espèce
Aamunops kalebi est une espèce d'araignées aranéomorphes de la famille des Caponiidae.

## Distribution
Cette espèce est endémique du Chiapas au Mexique,. Elle se rencontre vers Villaflores.

## Description
Le mâle holotype mesure 4,60 mm et la femelle paratype 6,50 mm, les mâles mesurent de 4,50 à 4,75 mm.

## Systématique et taxinomie
Cette espèce a été décrite par Chamé-Vázquez et Jiménez en 2024.

## Étymologie
Cette espèce est nommée en l'honneur de Kaleb Zárate-Gálvez. 

## Publication originale
- Chamé-Vázquez & Jiménez, 2024 : « Notes on a small caponiid spider collection (Araneae: Caponiidae) from Mexico, with the description of a new species of Aamunops Galán-Sánchez & Álvarez-Padilla, 2022. » Zootaxa, no 5397(2), p. 273-282.